# Liga Nacional de Guatemala 1964
La Liga Nacional de Guatemala 1964 es el decimotercer torneo de Liga de fútbol de Guatemala. El campeón del torneo fue el Aurora, consiguiendo el equipo militar su primer título de liga.

## Formato
El formato del torneo era de todos contra todos a dos vueltas, al ganar el partido se otorgaban 2 puntos, si era empate era un punto, por perder el partido no se otorgaban puntos. En caso de empate por puntos se realizaría una serie extra de dos partidos a visita recíproca para determinar quien era el campeón. Los dos últimos lugares del torneo descenderían a la categoría inferior inmediata.

## Equipos participantes
| Club                | Ciudad              | Departamento   |
| ------------------- | ------------------- | -------------- |
| Antigua Guatemala   | Antigua Guatemala   | Sacatepéquez   |
| Aurora              | Ciudad de Guatemala | Guatemala      |
| Botrán              | Quetzaltenango      | Quetzaltenango |
| Cobán Imperial      | Cobán               | Alta Verapaz   |
| Comunicaciones      | Ciudad de Guatemala | Guatemala      |
| Escuintla           | Escuintla           | Escuintla      |
| IGSS                | Ciudad de Guatemala | Guatemala      |
| Marquense           | San Marcos          | San Marcos     |
| Municipal           | Ciudad de Guatemala | Guatemala      |
| Tipografía Nacional | Ciudad de Guatemala | Guatemala      |
| Universidad         | Ciudad de Guatemala | Guatemala      |
| Xelajú MC           | Quetzaltenango      | Quetzaltenango |

### Equipos por Departamento
| Departamento   | N.º | Equipos                                                                   |
| -------------- | --- | ------------------------------------------------------------------------- |
| Alta Verapaz   | 1   | Cobán Imperial                                                            |
| Escuintla      | 1   | Deportivo Escuintla                                                       |
| Guatemala      | 6   | Aurora, Comunicaciones, IGSS, Municipal, Tipografía Nacional, Universidad |
| Quetzaltenango | 2   | Botrán, Xelajú MC                                                         |
| Sacatepéquez   | 1   | Antigua GFC                                                               |
| San Marcos     | 1   | Marquense                                                                 |

## Posiciones
|  | Pos. | Equipos                   | PJ | PG | PE | PP | GF | GC | Dif. | PTS | Clasificación |
|  | ---- | ------------------------- | -- | -- | -- | -- | -- | -- | ---- | --- | ------------- |
|  | 1º   | Aurora                    | 22 | 17 | 3  | 2  | 56 | 19 | +37  | 37  | Campeón       |
|  | 2º   | Municipal                 | 22 | 13 | 5  | 4  | 45 | 19 | +26  | 31  |               |
|  | 3º   | Comunicaciones            | 22 | 13 | 4  | 5  | 43 | 22 | +21  | 30  |               |
|  | 4º   | Xelajú MC                 | 22 | 10 | 6  | 6  | 38 | 32 | +6   | 26  |               |
|  | 5º   | IGSS                      | 22 | 8  | 7  | 7  | 38 | 32 | +6   | 23  |               |
|  | 6º   | Ron Botrán                | 22 | 8  | 6  | 8  | 37 | 33 | +4   | 22  |               |
|  | 7º   | Marquense                 | 22 | 8  | 4  | 10 | 29 | 27 | +2   | 20  |               |
|  | 8º   | Tipografía Nacional       | 22 | 8  | 3  | 11 | 32 | 45 | -13  | 19  |               |
|  | 9°   | Cobán Imperial            | 22 | 7  | 5  | 10 | 27 | 44 | -17  | 19  |               |
|  | 10º  | Universidad de San Carlos | 22 | 7  | 3  | 12 | 31 | 53 | -22  | 17  |               |
|  | 11°  | Escuintla                 | 22 | 5  | 3  | 14 | 34 | 54 | -20  | 13  | Descendido    |
|  | 12°  | Antigua Guatemala         | 22 | 1  | 5  | 16 | 19 | 49 | -30  | 7   | Descendido    |
|  |      |                           |    |    |    |    |    |    |      |     |               |

## Campeón
| Campeón Temporada 1964 |
| Aurora 1º Título       |
| ---------------------- |